# Giresun (tỉnh)

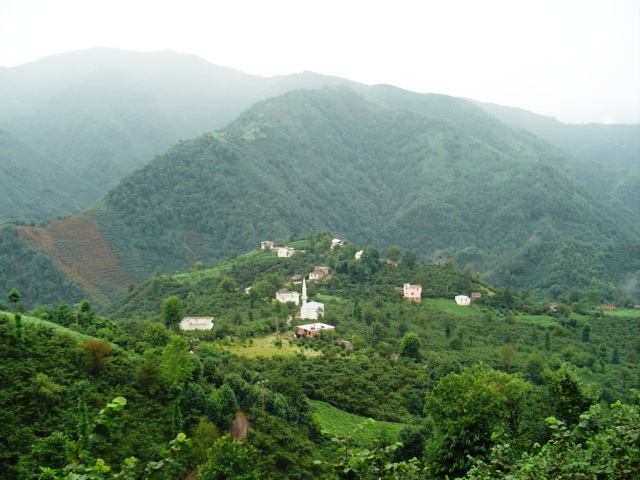
Làng Çımaklı ở huyện Espiye, Giresun

Giresun là một tỉnh của Thổ Nhĩ Kỳ bên bờ Biển Đen. Các tỉnh giáp ranh là: Trabzon về phía đông, Gümüşhane về phía tây nam, Erzincan về phía nam, Sivas về phía đông nam và Ordu về phía tây. Tỉnh lỵ là Giresun.
Giresun là khu vực nông nghiệp có nhiều cảnh quan đẹp, đặc biệt là các vùng cao nguyên.

## Các huyện
Tỉnh này được chia thành các huyện sau (tỉnh lỵ được viết đậm)::
| - Alucra - Bulancak - Çamoluk - Çanakçı - Dereli - Doğankent - Espiye - Eynesil | - Giresun - Görele - Güce - Keşap - Piraziz - Şebinkarahisar - Tirebolu - Yağlıdere |